# خوزه مخیاس
خوزه مخیاس (انگلیسی: José Mejías؛ زادهٔ ۲۱ ژانویهٔ ۱۹۵۹) بازیکن فوتبال اهل اسپانیا است.
از باشگاه‌هایی که در آن بازی کرده‌است می‌توان به باشگاه فوتبال رایو وایکانو، باشگاه فوتبال رئال مورسیا، باشگاه فوتبال رئال ساراگوسا، باشگاه فوتبال الچه، و باشگاه فوتبال کادیس اشاره کرد.
وی همچنین در تیم ملی فوتبال زیر ۲۱ سال اسپانیا بازی کرده‌است.